# Ahmad Ouachit
Ahmad Ouachit (arabisch أحمد واشيت; teilweise auch Hammadi Ouachit; * 1962) ist ein ehemaliger marokkanischer Skirennläufer.

## Karriere
Ouachit gab sein internationales Renndebüt 1982 bei den ersten Juniorenweltmeisterschaften in Auron, wobei er den 61. Platz im Riesenslalom belegte. 1984 und 1988 vertrat er Marokko jeweils bei den Olympischen Winterspielen, wobei sein 38. Platz im Slalom von Sarajevo bis heute das beste Ergebnis eines marokkanischen Sportlers bei Olympischen Winterspielen darstellt.
Nach den Spielen von Calgary ist er nicht mehr als Sportler in Erscheinung getreten.

## Erfolge

### Olympische Winterspiele
- Sarajevo 1984: 38. Slalom, 64. Riesenslalom
- Calgary 1988: 41. Slalom, DSQ Riesenslalom

### Juniorenweltmeisterschaften
- Auron 1982: 61. Riesenslalom